# Deadfall (1993)
Deadfall ist ein US-amerikanisches Filmdrama von Christopher Coppola aus dem Jahr 1993 mit Michael Biehn in der Hauptrolle.

## Handlung
Joe Dolan ist eine Trickbetrüger und tötet bei einem Betrugsversuch versehentlich seinen Vater Mike, welchen er in der Annahme, Platzpatronen in seiner Pistole geladen zu haben, erschießt. Daraufhin verlässt er New York City und reist nach Kalifornien, wo der ihm bisher unbekannte Zwillingsbruder seines Vaters, Lou Dolan lebt. Er denkt zunächst an Selbstmord, da er mit der Schuld nicht leben möchte. Um ihn von solchen Gedanken abzulenken, beauftragt ihn Lou mit der Rückgabe der von Mike gestohlenen Sachen.
Joe lernt den Kriminellen Eddie und dessen Freundin Diane kennen. Eddie arbeitet für Lou und die beiden werden beauftragt, 1.500 US-Dollar von einem Clubbesitzer zurückzuholen. Eddie versucht dies seit Monaten vergeblich, Joe gelingt dies augenscheinlich beim ersten Versuch. Nachdem Joe eine Affäre mit Diane beginnt und Eddie herausfindet, dass Joe ihn wegen des Geldes angelogen hat um bei Lou gut dazustehen (Joe zahlte die 1.500 US-Dollar aus eigener Tasche), entbrennt zwischen den beiden Kampf, an dessen Ende Eddie stirbt.
Joe kommt später dahinter, dass er von seinem Onkel als Figur einer Intrige missbraucht wird und dass er seinen Vater gar nicht getötet hat. Mike täuschte seinen Tod vor, um Lous großangelegten Betrugsversuch zu sabotieren und dabei 2 Millionen US-Dollar zu verdienen.
Lou wird dann bei einem Schusswechsel getötet und Joe stellt fest, dass Diane an der Intrige beteiligt war. Nachdem sein Vater ihm alles offenbart hat, schießt er auf Mike ohne zu Wissen, ob die Kugeln Platzpatronen sind oder nicht. Die Kugel ist eine Platzpatrone, und der Film endet damit, dass Joe von Mike weggeht.

## Kritiken
Cinema nannte den Film ein „fades Katz-und-Maus-Spielchen“ und fand, „trotz reichlich Stars ist das Ergebnis ziemlich mager“.
Rotten Tomatoes schrieb, der Film beinhalte „bunte Charaktere“, „lebhafte Filmmusik“ und „unerwartete Wendungen“. Die „unvorhersehbare Komödie“ könne man als „cult noir“ bezeichnen.
Das Lexikon des internationalen Films schrieb, der Film sei ein „prominent besetzter und gut gespielter Thriller in der Tradition des Film noir“. Er sei „im Plot reichlich verworren und weitgehend ohne Tempo und Spannung“. Die „Gastauftritte von Mitgliedern der Filmfamilien Sheen/Estevez und Coppola sowie Nicolas Cage als verrückter Gangster“ seien „unterhaltsam“.
Jack Sommersby schrieb auf EFILMCRITIC.COM, der Film sei möglicherweise der schlechteste Kriminalfilm überhaupt. Der Kritiker forderte Michael Biehn und Nicolas Cage auf, sich zu schämen.

## Hintergrund
Der Film wurde in Los Angeles gedreht. An den Kinokassen der USA spielte der Film 18.369 US-Dollar ein.
Val Kilmer war ursprünglich für die Rolle des Joe vorgesehen. Er verließ den Film jedoch in letzter Minute, weil er offenbar mit dem Produzenten nicht klarkam. Stattdessen drehte er „Karen McCoy - Die Katze“. Christopher Coppola warf ihm vor, seinen Vertrag gebrochen und den Film verlassen zu haben, weil ihm für das andere Projekt eine Million Dollar geboten worden waren. Nach seinem Ausstieg kürzte Trimark Pictures das Budget von 8 Millionen auf 3,4 Millionen Dollar.

## Synchronisation
Die deutsche Synchronisation entstand nach einem Dialogbuch und der Dialogregie von Rainer Gerlach.
| Rolle                  | Schauspieler  | Synchronsprecher   |
| ---------------------- | ------------- | ------------------ |
| Joe Dolan              | Michael Biehn | Patrick Winczewski |
| Diane                  | Sarah Trigger | Arianne Borbach    |
| Eddie                  | Nicolas Cage  | Jörg Hengstler     |
| Mike Dolan / Lou Dolan | James Coburn  | Eckart Dux         |
| Pete                   | Peter Fonda   | Dieter Memel       |
| Morgan Gripp           | Charlie Sheen | Joachim Tennstedt  |